# 韋恩鎮區 (伊利諾伊州杜佩奇縣)
韋恩鎮區（英語：Wayne Township）是位於美國伊利諾伊州杜佩奇縣的一個行政鎮區。

## 地方資料
根據2010年美國人口普查的數據，韋恩鎮區的面積為95.00平方千米，當中陸地面積為91.70平方千米，而水域面積為3.30平方千米。當地共有人口66952人，而人口密度為每平方千米704.76人。